# Cinquième circonscription des Yvelines
La cinquième circonscription des Yvelines est l'une des 12 circonscriptions législatives que compte le département français des Yvelines (78), situé en région Île-de-France.
Elle est représentée, lors de la XVIIe législature, par la députée et présidente de l'Assemblée nationale Yaël Braun-Pivet, membre du parti Renaissance.

## Description géographique et démographique

### De 1958 à 1986
La Quatrième circonscription de Seine-et-Oise, devenue Cinquième circonscription des Yvelines était composée de :
- Canton de Sèvres
- Canton de Versailles-Ouest (sauf communes rurales)
- Commune du Chesnay

(réf. Journal Officiel du 14-15 octobre 1958).

### À partir de 1988
La cinquième circonscription des Yvelines est située au nord-est du département et englobe Maisons-Laffitte, Sartrouville, Le Vésinet, Le Mesnil-le-Roi et Montesson.
Elle est entourée par les quatrième, et sixième circonscriptions des Yvelines ainsi que par le département du Val-d'Oise.
Elle est composée des deux cantons suivants :
- canton de Sartrouville : 75 428 habitants ;
- canton du Vésinet : 29 670 habitants.

D'après les chiffres du recensement de 1999, la circonscription était alors peuplée de 108 016 habitants et la population active était de 51 467 personnes . En 2008, la population était de 111 861 habitants .

## Députés de la5ecirconscriptiondes Yvelines au cours de laVeRépublique
| Législature | Début de mandat | Fin de mandat  | Député(e)        | Parti politique | Observations |
| ----------- | --------------- | -------------- | ---------------- | --------------- | --- |
| IXe         | 23 juin 1988    | 1er avril 1993 | Alain Jonemann   | URC-RPR         | Maire du Vésinet (1965-1995), Conseiller général du Canton du Vésinet (1967-1992), Vice-Président du Conseil Général (1970-1992)                                                                 |
| Xe          | 2 avril 1993    | 20 juin 2017   | Jacques Myard    | RPR             | Maire de Maisons-Laffitte (1989-aujourd'hui), Conseiller général du Canton de Maisons-Laffitte (1988-1993) Mandat écourté à la suite d'une dissolution parlementaire décidée par Jacques Chirac. |
| XIe         | 2 avril 1993    | 20 juin 2017   | Jacques Myard    | RPR             | Maire de Maisons-Laffitte (1989-aujourd'hui), Conseiller général du Canton de Maisons-Laffitte (1988-1993) Mandat écourté à la suite d'une dissolution parlementaire décidée par Jacques Chirac. |
| XIIe        | 2 avril 1993    | 20 juin 2017   | Jacques Myard    | UMP             | Maire de Maisons-Laffitte (1989-aujourd'hui) |
| XIIIe       | 2 avril 1993    | 20 juin 2017   | Jacques Myard    | UMP             | Maire de Maisons-Laffitte (1989-aujourd'hui) |
| XIVe        | 2 avril 1993    | 20 juin 2017   | Jacques Myard    | LR              | Maire de Maisons-Laffitte (1989-aujourd'hui) |
| XVe         | 21 juin 2017    | 9 juin 2024    | Yaël Braun-Pivet | LREM            | Avocate Militante associative Présidente de l'Assemblée nationale (depuis 2022) Second mandat écourté à la suite d'une dissolution parlementaire décidée par Emmanuel Macron.                    |
| XVIe        | 21 juin 2017    | 9 juin 2024    | Yaël Braun-Pivet | RE              | Avocate Militante associative Présidente de l'Assemblée nationale (depuis 2022) Second mandat écourté à la suite d'une dissolution parlementaire décidée par Emmanuel Macron.                    |

## Résultats électoraux

### Élections de 1967
| Candidat       | Candidat                       | Parti                     | Premier tour | Premier tour | Second tour | Second tour |  |
| Candidat       | Candidat                       | Parti                     | Voix         | %            | Voix        | %           |  |
| -------------- | ------------------------------ | ------------------------- | ------------ | ------------ | ----------- | ----------- |  |
|                | Bernard Destremau élu          | RI                        | 12 164       | 33,36        | 17 848      | 55,13       |  |
|                | Jean Cuguen                    | PCF                       | 9 925        | 27,22        | 14 423      | 44,55       |  |
|                | André Mignot                   | CD (PDM)                  | 9 446        | 25,91        | 101         | 0,31        |  |
|                | Christian Boulant              | PSU                       | 3 415        | 9,37         |             |             |  |
|                | Jean-Marie Collong de La Croix | ARLP                      | 1 163        | 3,19         |             |             |  |
|                | Jacques Maurin                 | Divers droite (Gaulliste) | 349          | 0,96         |             |             |  |
|                |                                |                           |              |              |             |             |  |
| Inscrits       | Inscrits                       | Inscrits                  | 45 382       | 100,00       | 45 349      | 100,00      |  |
| Abstentions    | Abstentions                    | Abstentions               | 8 431        | 18,58        | 10 519      | 23,2        |  |
| Votants        | Votants                        | Votants                   | 36 951       | 81,42        | 34 830      | 76,8        |  |
| Blancs et nuls | Blancs et nuls                 | Blancs et nuls            | 489          | 1,32         | 2 458       | 7,06        |  |
| Exprimés       | Exprimés                       | Exprimés                  | 36 462       | 98,68        | 32 372      | 92,94       |  |

Le suppléant de Bernard Destremau était Michel Sinniger, de Bailly-Romainvilliers.

### Élections de 1968
| Candidat       | Candidat                        | Parti          | Premier tour | Premier tour | Second tour | Second tour |  |
| Candidat       | Candidat                        | Parti          | Voix         | %            | Voix        | %           |  |
| -------------- | ------------------------------- | -------------- | ------------ | ------------ | ----------- | ----------- |  |
|                | Bernard Destremau sortant réélu | RI (UDR)       | 14 798       | 40,5         | 19 787      | 62,02       |  |
|                | André Mignot                    | CD (PDM)       | 8 406        | 23,01        | Retrait     | Retrait     |  |
|                | Jean Cuguen                     | PCF            | 8 269        | 22,63        | 12 117      | 37,98       |  |
|                | André Merland                   | FGDS (SFIO)    | 1 966        | 5,38         |             |             |  |
|                | Jean-Nicolas Gauchet            | PSU            | 1 926        | 5,27         |             |             |  |
|                | Françoise Huguet                | TD             | 1 172        | 3,21         |             |             |  |
|                |                                 |                |              |              |             |             |  |
| Inscrits       | Inscrits                        | Inscrits       | 45 289       | 100,00       | 45 314      | 100,00      |  |
| Abstentions    | Abstentions                     | Abstentions    | 8 497        | 18,76        | 11 349      | 25,05       |  |
| Votants        | Votants                         | Votants        | 36 792       | 81,24        | 33 965      | 74,95       |  |
| Blancs et nuls | Blancs et nuls                  | Blancs et nuls | 255          | 0,69         | 2 061       | 6,07        |  |
| Exprimés       | Exprimés                        | Exprimés       | 36 537       | 99,31        | 31 904      | 93,93       |  |

Le suppléant de Bernard Destremau était Michel Sinniger, professeur à l'Institut d'études européennes.

### Élections de 1973
| Candidat       | Candidat                        | Parti          | Premier tour | Premier tour | Second tour | Second tour |  |
| Candidat       | Candidat                        | Parti          | Voix         | %            | Voix        | %           |  |
| -------------- | ------------------------------- | -------------- | ------------ | ------------ | ----------- | ----------- |  |
|                | Bernard Destremau sortant réélu | RI (URP)       | 13 912       | 31,03        | 25 548      | 58,92       |  |
|                | Jean Cuguen                     | PCF            | 9 967        | 22,23        | 17 811      | 41,08       |  |
|                | Andrée Mirochnikoff-Robbe       | MR             | 5 652        | 12,61        | Retrait     | Retrait     |  |
|                | Christian Boulant               | PS (UGSD)      | 5 090        | 11,35        |             |             |  |
|                | Pierre Bajeux                   | Divers droite  | 4 241        | 9,46         |             |             |  |
|                | M. Grandjean                    | PSU            | 2 022        | 4,51         |             |             |  |
|                | Maxime Guay                     | Divers droite  | 1 636        | 3,65         |             |             |  |
|                | Maurice Domon                   | FN             | 1 413        | 3,15         |             |             |  |
|                | Bernadette Hérout               | LO             | 906          | 2,02         |             |             |  |
|                |                                 |                |              |              |             |             |  |
| Inscrits       | Inscrits                        | Inscrits       | 55 450       | 100,00       | 55 540      | 100,00      |  |
| Abstentions    | Abstentions                     | Abstentions    | 10 032       | 18,09        | 9 864       | 17,76       |  |
| Votants        | Votants                         | Votants        | 45 418       | 81,91        | 45 676      | 82,24       |  |
| Blancs et nuls | Blancs et nuls                  | Blancs et nuls | 579          | 1,27         | 2 317       | 5,07        |  |
| Exprimés       | Exprimés                        | Exprimés       | 44 839       | 98,73        | 43 359      | 94,93       |  |

Le suppléant de Bernard Destremau était Jean Riquin, docteur en médecine. Jean Riquin remplaça Bernard Destremau, nommé membre du gouvernement, du 9 juillet 1974 au 20 novembre 1976.

### Élection partielle du 8 et 15 novembre 1976
Jean Riquin a démissionné.
| Candidat                                               | Candidat                        | Parti             | Premier tour | Premier tour | Second tour | Second tour |  |
| Candidat                                               | Candidat                        | Parti             | Voix         | %            | Voix        | %           |  |
| ------------------------------------------------------ | ------------------------------- | ----------------- | ------------ | ------------ | ----------- | ----------- |  |
|                                                        | Jean Cuguen                     | PCF               | 7 744        | 26,54        | 17 137      | 49,34       |  |
|                                                        | Bernard Destremau sortant réélu | RI                | 6 375        | 21,85        | 17 592      | 50,65       |  |
|                                                        | André Damien                    | CDS               | 5 547        | 19,01        |             |             |  |
|                                                        | Nicole Questiaux                | PS                | 5 056        | 17,33        |             |             |  |
|                                                        | Maxime Guay                     | Divers droite     | 1 295        | 4,43         |             |             |  |
|                                                        | André Hautot                    | Divers écologiste | 956          | 3,27         |             |             |  |
|                                                        | M. Dromard                      | Divers droite     | 951          | 3,25         |             |             |  |
|                                                        | Michel Petiot                   | LO                | 710          | 1,50         |             |             |  |
|                                                        | Dominique Vastel                | MRG               | 518          | 1,77         |             |             |  |
|                                                        | Geneviève Petiot                | PSU               | 476          | 1,63         |             |             |  |
|                                                        | Bernadette Hérout               | LO                | 255          | 0,87         |             |             |  |
|                                                        |                                 |                   |              |              |             |             |  |
| Inscrits                                               | Inscrits                        | Inscrits          | 61 036       | 100,00       | 61 026      | 100,00      |  |
| Abstentions                                            | Abstentions                     | Abstentions       | 30 959       | 50,72        | 24 605      | 40,32       |  |
| Votants                                                | Votants                         | Votants           | 30 077       | 49,28        | 36 421      | 59,68       |  |
| Blancs et nuls                                         | Blancs et nuls                  | Blancs et nuls    | 354          | 1,18         | 1 694       | 4,65        |  |
| Exprimés                                               | Exprimés                        | Exprimés          | 29 723       | 98,82        | 34 727      | 95,35       |  |
| Source : Le Monde, éditions des 16 et 23 novembre 1976 |                                 |                   |              |              |             |             |  |

### Élections de 1978
| Candidat       | Candidat                  | Parti              | Premier tour | Premier tour | Second tour | Second tour |  |
| Candidat       | Candidat                  | Parti              | Voix         | %            | Voix        | %           |  |
| -------------- | ------------------------- | ------------------ | ------------ | ------------ | ----------- | ----------- |  |
|                | Étienne Pinte élu         | RPR                | 15 552       | 29,8         | 32 279      | 62,43       |  |
|                | Bernard Destremau sortant | UDF (PR)           | 11 395       | 21,83        | Retrait     | Retrait     |  |
|                | Jean Cuguen               | PCF                | 10 486       | 20,09        | 19 429      | 37,57       |  |
|                | Nicole Questiaux          | PS                 | 8 203        | 15,72        |             |             |  |
|                | André Hautot              | Écologie 78        | 3 068        | 5,88         |             |             |  |
|                | Emmanuel Tremblay         | Divers droite (DC) | 1 480        | 2,84         |             |             |  |
|                | Jean-Jacques Ughetto      | PSU (FA)           | 817          | 1,57         |             |             |  |
|                | J.M. Landras              | FN                 | 664          | 1,27         |             |             |  |
|                | Bernadette Hérout         | LO                 | 528          | 1,01         |             |             |  |
|                |                           |                    |              |              |             |             |  |
| Inscrits       | Inscrits                  | Inscrits           | 65 744       | 100,00       | 65 465      | 100,00      |  |
| Abstentions    | Abstentions               | Abstentions        | 13 014       | 19,79        | 11 832      | 18,07       |  |
| Votants        | Votants                   | Votants            | 52 730       | 80,21        | 53 633      | 81,93       |  |
| Blancs et nuls | Blancs et nuls            | Blancs et nuls     | 537          | 1,02         | 1 925       | 3,59        |  |
| Exprimés       | Exprimés                  | Exprimés           | 52 193       | 98,98        | 51 708      | 96,41       |  |

La suppléante d'Étienne Pinte était Anne Le Pivain, infirmière.

### Élections de 1981
|                | Étienne Pinte sortant réélu | RPR (UNM)      | 24 817 | 53,78  |  |  |  |
|                | Alain Bron                  | PS             | 11 548 | 25,03  |  |  |  |
|                | Jean Cuguen                 | PCF            | 6 485  | 14,05  |  |  |  |
|                | André Hautot                | MÉP            | 1 344  | 2,91   |  |  |  |
|                | Georges Martini             | FN             | 686    | 1,49   |  |  |  |
|                | Marc Curot                  | Divers droite  | 682    | 1,48   |  |  |  |
|                | Jean-Jacques Ughetto        | PSU            | 581    | 1,26   |  |  |  |
|                |                             |                |        |        |  |  |  |
| Inscrits       | Inscrits                    | Inscrits       | 66 050 | 100,00 |  |  |  |
| Abstentions    | Abstentions                 | Abstentions    | 19 622 | 29,71  |  |  |  |
| Votants        | Votants                     | Votants        | 46 428 | 70,29  |  |  |  |
| Blancs et nuls | Blancs et nuls              | Blancs et nuls | 285    | 0,61   |  |  |  |
| Exprimés       | Exprimés                    | Exprimés       | 46 143 | 99,39  |  |  |  |

La suppléante d'Étienne Pinte était Anne Le Pivain.

### Élections de 1988
| Candidat       | Candidat           | Parti          | Premier tour | Premier tour | Second tour | Second tour |  |
| Candidat       | Candidat           | Parti          | Voix         | %            | Voix        | %           |  |
| -------------- | ------------------ | -------------- | ------------ | ------------ | ----------- | ----------- |  |
|                | Alain Jonemann élu | RPR (URC)      | 18 476       | 45,05        | 25 490      | 58,82       |  |
|                | Jean Le Gars       | PS             | 10 982       | 26,77        | 17 845      | 41,17       |  |
|                | Auguste Chrétienne | PCF            | 5 216        | 12,71        |             |             |  |
|                | Philippe Colombani | FN             | 5 155        | 12,57        |             |             |  |
|                | Francis Chebaut    | Divers droite  | 1 180        | 2,87         |             |             |  |
|                |                    |                |              |              |             |             |  |
| Inscrits       | Inscrits           | Inscrits       | 65 204       | 100,00       | 65 200      | 100,00      |  |
| Abstentions    | Abstentions        | Abstentions    | 23 645       | 36,26        | 20 928      | 32,1        |  |
| Votants        | Votants            | Votants        | 41 559       | 63,74        | 44 272      | 67,9        |  |
| Blancs et nuls | Blancs et nuls     | Blancs et nuls | 550          | 1,32         | 937         | 2,12        |  |
| Exprimés       | Exprimés           | Exprimés       | 41 009       | 98,68        | 43 335      | 97,88       |  |

Le suppléant d'Alain Jonemann était Laurent Wetzel, maire de Sartrouville (1989-1995).

### Élections de 1993
| Candidat       | Candidat                   | Parti             | Premier tour | Premier tour | Second tour | Second tour |  |
| Candidat       | Candidat                   | Parti             | Voix         | %            | Voix        | %           |  |
| -------------- | -------------------------- | ----------------- | ------------ | ------------ | ----------- | ----------- |  |
|                | Jacques Myard élu          | RPR               | 11 540       | 26,62        | 18 097      | 54,67       |  |
|                | Laurent Wetzel             | UDF (CDS)         | 10 334       | 23,84        | 15 007      | 45,33       |  |
|                | Gérard Mouchard            | PS (ADFP)         | 5 472        | 12,62        |             |             |  |
|                | Jacques Lecaillon          | FN                | 5 426        | 12,52        |             |             |  |
|                | Sadia Sahali               | Les Verts (EÉ)    | 3 023        | 6,97         |             |             |  |
|                | Alain Bascoulergue         | PCF               | 2 643        | 6,1          |             |             |  |
|                | Patrice Langlumé           | diss. UDF         | 1 453        | 3,35         |             |             |  |
|                | Régine Peillon             | Divers écologiste | 897          | 2,07         |             |             |  |
|                | Francis Chebaut-Capdeville | MDD               | 589          | 1,36         |             |             |  |
|                | Marie-Thérèse Bouffard     | RDRP              | 572          | 1,32         |             |             |  |
|                | Pascal Quenot              | LO                | 545          | 1,26         |             |             |  |
|                | Henriette Castelain        | LT-LNÉ            | 502          | 1,16         |             |             |  |
|                | Colette Imbert             | PT                | 358          | 0,83         |             |             |  |
|                |                            |                   |              |              |             |             |  |
| Inscrits       | Inscrits                   | Inscrits          | 65 415       | 100,00       | 65 414      | 100,00      |  |
| Abstentions    | Abstentions                | Abstentions       | 20 563       | 31,43        | 25 898      | 39,59       |  |
| Votants        | Votants                    | Votants           | 44 852       | 68,57        | 39 516      | 60,41       |  |
| Blancs et nuls | Blancs et nuls             | Blancs et nuls    | 1 498        | 3,34         | 6 412       | 16,23       |  |
| Exprimés       | Exprimés                   | Exprimés          | 43 354       | 96,66        | 33 104      | 83,77       |  |

Le suppléant de Jacques Myard était Jean-François Bel, Premier adjoint au maire de Montesson, conseiller général du canton du Vésinet.

### Élections de 1997
| Candidat       | Candidat                    | Parti          | Premier tour | Premier tour | Second tour | Second tour |  |
| Candidat       | Candidat                    | Parti          | Voix         | %            | Voix        | %           |  |
| -------------- | --------------------------- | -------------- | ------------ | ------------ | ----------- | ----------- |  |
|                | Jacques Myard sortant réélu | RPR            | 15 395       | 37,37        | 25 695      | 60,83       |  |
|                | Michel Scarbonchi           | PRS            | 7 574        | 18,39        | 16 543      | 39,17       |  |
|                | Martine Giraud              | FN             | 6 457        | 15,67        |             |             |  |
|                | Jean-Pierre Alexandre       | PCF            | 2 836        | 6,88         |             |             |  |
|                | Saadia Sahali               | Les Verts      | 2 383        | 5,78         |             |             |  |
|                | Patrick Guerard             | GÉ             | 1 402        | 3,4          |             |             |  |
|                | Albert Eisenfisz            | Divers droite  | 900          | 2,18         |             |             |  |
|                | Pascal Quenot               | LO             | 821          | 1,99         |             |             |  |
|                | Philippe Lavaud             | diss. UDF      | 695          | 1,69         |             |             |  |
|                | Jacques Etienne Stein       | Divers droite  | 627          | 1,52         |             |             |  |
|                | Francis Laurin              | PLN            | 521          | 1,26         |             |             |  |
|                | Jacques Kleinbauer          | Divers droite  | 411          | 1            |             |             |  |
|                | Marie-Laure Tudoux          | LCR            | 400          | 0,97         |             |             |  |
|                | Joseph Kabbas               | Divers droite  | 396          | 0,96         |             |             |  |
|                | Sylvie Prost                | PT             | 219          | 0,53         |             |             |  |
|                | Philippe Schwartz           | IR             | 157          | 0,38         |             |             |  |
|                |                             |                |              |              |             |             |  |
| Inscrits       | Inscrits                    | Inscrits       | 64 140       | 100,00       | 64 129      | 100,00      |  |
| Abstentions    | Abstentions                 | Abstentions    | 21 404       | 33,37        | 19 479      | 30,37       |  |
| Votants        | Votants                     | Votants        | 42 736       | 66,63        | 44 650      | 69,63       |  |
| Blancs et nuls | Blancs et nuls              | Blancs et nuls | 1 542        | 3,61         | 2 412       | 5,4         |  |
| Exprimés       | Exprimés                    | Exprimés       | 41 194       | 96,39        | 42 238      | 94,6        |  |

Le suppléant de Jacques Myard était Jean-François Bel, maire de Montesson depuis 1995.

### Élections de 2002
| Candidat       | Candidat                    | Parti            | Premier tour | Premier tour | Second tour | Second tour |  |
| Candidat       | Candidat                    | Parti            | Voix         | %            | Voix        | %           |  |
| -------------- | --------------------------- | ---------------- | ------------ | ------------ | ----------- | ----------- |  |
|                | Jacques Myard sortant réélu | UMP              | 13 273       | 31,24        | 23 048      | 63,08       |  |
|                | Jean-François Bel           | Divers droite    | 10 427       | 24,54        | Retrait     | Retrait     |  |
|                | Bruno Susani                | PS               | 9 129        | 21,48        | 13 490      | 36,92       |  |
|                | Marie de Lestang            | FN               | 3 694        | 8,69         |             |             |  |
|                | Dominique Luangpraseuth     | Les Verts        | 1 141        | 2,69         |             |             |  |
|                | Sylvia Guillard             | PCF              | 891          | 2,1          |             |             |  |
|                | Benoit Silvain              | ÉD               | 883          | 2,08         |             |             |  |
|                | Nicolas Bay                 | MNR              | 778          | 1,83         |             |             |  |
|                | Alain Montel                | Pôle républicain | 539          | 1,27         |             |             |  |
|                | Philippe Koubi              | LCR              | 480          | 1,13         |             |             |  |
|                | Jean-Henry Ricard           | Cap21            | 413          | 0,97         |             |             |  |
|                | Dominique Surry             | LT-LNÉ           | 373          | 0,88         |             |             |  |
|                | Alain Lépicier              | LO               | 247          | 0,58         |             |             |  |
|                | Sylvie Prost                | PT               | 114          | 0,27         |             |             |  |
|                | Mireille Palau              | GÉ               | 109          | 0,26         |             |             |  |
|                |                             |                  |              |              |             |             |  |
| Inscrits       | Inscrits                    | Inscrits         | 64 236       | 100,00       | 64 235      | 100,00      |  |
| Abstentions    | Abstentions                 | Abstentions      | 21 348       | 33,23        | 26 133      | 40,68       |  |
| Votants        | Votants                     | Votants          | 42 888       | 66,77        | 38 102      | 59,32       |  |
| Blancs et nuls | Blancs et nuls              | Blancs et nuls   | 397          | 0,93         | 1 564       | 4,1         |  |
| Exprimés       | Exprimés                    | Exprimés         | 42 491       | 99,07        | 36 538      | 95,9        |  |

La suppléante de Jacques Myard était Dominique Aknine, UDF, maire adjoint de Sartrouville.

### Élections de 2007
|                | Jacques Myard sortant réélu | UMP            | 21 646 | 51,09  |  |  |  |
|                | Michele Vitrac-Pouzoulet    | PS             | 7 850  | 18,53  |  |  |  |
|                | Caroline Boisnel            | UDF–MoDem      | 5 671  | 13,39  |  |  |  |
|                | Dominique Luangpraseuth     | Les Verts      | 1 569  | 3,7    |  |  |  |
|                | Jean-Yves Delannée          | Extrême gauche | 1 503  | 3,55   |  |  |  |
|                | Danielle Weber              | FN             | 1 359  | 3,21   |  |  |  |
|                | Damien Abad                 | NC             | 1 343  | 3,17   |  |  |  |
|                | Nicolas Bay                 | MNR            | 568    | 1,34   |  |  |  |
|                | Jean-Claude Wirtz           | Divers         | 421    | 0,99   |  |  |  |
|                | Alain Lepicier              | LO             | 281    | 0,66   |  |  |  |
|                | Sam Ayache                  | PT             | 157    | 0,37   |  |  |  |
|                |                             |                |        |        |  |  |  |
| Inscrits       | Inscrits                    | Inscrits       | 70 513 | 100,00 |  |  |  |
| Abstentions    | Abstentions                 | Abstentions    | 27 703 | 39,29  |  |  |  |
| Votants        | Votants                     | Votants        | 42 810 | 60,71  |  |  |  |
| Blancs et nuls | Blancs et nuls              | Blancs et nuls | 442    | 1,03   |  |  |  |
| Exprimés       | Exprimés                    | Exprimés       | 42 368 | 98,97  |  |  |  |

### Élections de 2012
| Candidat       | Candidat                    | Parti          | Premier tour | Premier tour | Second tour | Second tour |  |
| Candidat       | Candidat                    | Parti          | Voix         | %            | Voix        | %           |  |
| -------------- | --------------------------- | -------------- | ------------ | ------------ | ----------- | ----------- |  |
|                | Jacques Myard sortant réélu | UMP            | 18 821       | 45,69        | 22 103      | 56,92       |  |
|                | Michèle Vitrac-Pouzoulet    | PS             | 13 274       | 32,23        | 16 732      | 43,08       |  |
|                | Anne de Ferluc              | FN             | 3 519        | 8,54         |             |             |  |
|                | Caroline Boisnel            | MoDem          | 1 561        | 3,79         |             |             |  |
|                | Roger Audroin               | FG (PCF)       | 1 463        | 3,55         |             |             |  |
|                | Romain Chiaradia            | EÉLV           | 1 403        | 3,41         |             |             |  |
|                | Marie-Paule Leroy           | PCD            | 413          | 1,00         |             |             |  |
|                | Jean-Philippe Mars          | AÉI            | 406          | 0,99         |             |             |  |
|                | Maëlle Mercier              | S&P            | 184          | 0,45         |             |             |  |
|                | Alain Lépicier              | LO             | 146          | 0,35         |             |             |  |
|                |                             |                |              |              |             |             |  |
| Inscrits       | Inscrits                    | Inscrits       | 72 106       | 100,00       | 72 109      | 100,00      |  |
| Abstentions    | Abstentions                 | Abstentions    | 30 515       | 42,32        | 32 397      | 44,93       |  |
| Votants        | Votants                     | Votants        | 41 591       | 57,68        | 39 712      | 55,07       |  |
| Blancs et nuls | Blancs et nuls              | Blancs et nuls | 401          | 0,96         | 877         | 2,21        |  |
| Exprimés       | Exprimés                    | Exprimés       | 41 190       | 99,04        | 38 835      | 97,79       |  |

### Élections de 2017
Député sortant : Jacques Myard (Les Républicains).
|                                                                            |                                                                                        |                           |                           |                          |                          |
|                                                                            |                                                                                        | Premier tour 11 juin 2017 | Premier tour 11 juin 2017 | Second tour 18 juin 2017 | Second tour 18 juin 2017 |
|                                                                            |                                                                                        |                           |                           |                          |                          |
|                                                                            |                                                                                        | Nombre                    | % des inscrits            | Nombre                   | % des inscrits           |
| Inscrits                                                                   | Inscrits                                                                               | 73 783                    | 100,00                    | 73 783                   | 100,00                   |
| Abstentions                                                                | Abstentions                                                                            | 34 571                    | 46,85                     | 38 621                   | 52,34                    |
| Votants                                                                    | Votants                                                                                | 39 212                    | 53,15                     | 35 162                   | 47,66                    |
|                                                                            |                                                                                        |                           | % des votants             |                          | % des votants            |
| Bulletins blancs                                                           | Bulletins blancs                                                                       | 293                       | 0,75                      | 1 326                    | 3,77                     |
| Bulletins nuls                                                             | Bulletins nuls                                                                         | 111                       | 0,28                      | 466                      | 1,33                     |
| Suffrages exprimés                                                         | Suffrages exprimés                                                                     | 38 808                    | 98,97                     | 33 370                   | 94,90                    |
|                                                                            |                                                                                        |                           |                           |                          |                          |
| Candidat Étiquette politique (partis et alliances)                         | Candidat Étiquette politique (partis et alliances)                                     | Voix                      | % des exprimés            | Voix                     | % des exprimés           |
|                                                                            |                                                                                        |                           |                           |                          |                          |
|                                                                            | Yaël Braun-Pivet La République en marche                                               | 18 299                    | 47,15                     | 19 684                   | 58,99                    |
|                                                                            | Jacques Myard (député sortant) Les Républicains (Union des démocrates et indépendants) | 10 611                    | 27,34                     | 13 686                   | 41,01                    |
|                                                                            | Sophie Thévenet La France insoumise                                                    | 3 203                     | 8,25                      |                          |                          |
|                                                                            | Isabelle Amaglio-Terisse Parti radical de gauche (Parti socialiste)                    | 2 080                     | 5,36                      |                          |                          |
|                                                                            | Laurence Toulemonde Front national                                                     | 2 069                     | 5,33                      |                          |                          |
|                                                                            | Jean-Philippe Mars Écologiste (Mouvement 100 %)                                        | 801                       | 2,06                      |                          |                          |
|                                                                            | Jean-Luc Dené Écologiste (Parti animaliste)                                            | 723                       | 1,86                      |                          |                          |
|                                                                            | Roger Audroin Parti communiste français                                                | 496                       | 1,28                      |                          |                          |
|                                                                            | Laurence Rimaux Divers (Union populaire républicaine)                                  | 272                       | 0,70                      |                          |                          |
|                                                                            | Alain Lépicier Lutte ouvrière                                                          | 171                       | 0,44                      |                          |                          |
|                                                                            | Audrey Gouilly Divers (Allons enfants)                                                 | 83                        | 0,21                      |                          |                          |
|                                                                            | Adeline Castillon Divers droite                                                        | 0                         | 0,00                      |                          |                          |
| Source : Ministère de l'Intérieur - Cinquième circonscription des Yvelines |                                                                                        |                           |                           |                          |                          |

### Élections de 2022
|                                                    |                                                                |                           |                           |                          |                          |
|                                                    |                                                                | Premier tour 12 juin 2022 | Premier tour 12 juin 2022 | Second tour 19 juin 2022 | Second tour 19 juin 2022 |
|                                                    |                                                                |                           |                           |                          |                          |
|                                                    |                                                                | Nombre                    | % des inscrits            | Nombre                   | % des inscrits           |
| Inscrits                                           | Inscrits                                                       | 75 643                    | 100                       | 75 656                   | 100                      |
| Abstentions                                        | Abstentions                                                    | 35 455                    | 46,87                     | 37 200                   | 49,17                    |
| Votants                                            | Votants                                                        | 40 188                    | 53,13                     | 38 456                   | 50,83                    |
|                                                    |                                                                |                           | % des votants             |                          | % des votants            |
| Bulletins blancs                                   | Bulletins blancs                                               | 477                       | 1,19                      | 1710                     | 4,45                     |
| Bulletins nuls                                     | Bulletins nuls                                                 | 126                       | 0,31                      | 631                      | 1,64                     |
| Suffrages exprimés                                 | Suffrages exprimés                                             | 39 585                    | 98,50                     | 36 115                   | 93,91                    |
|                                                    |                                                                |                           |                           |                          |                          |
| Candidat Étiquette politique (partis et alliances) | Candidat Étiquette politique (partis et alliances)             | Voix                      | % des exprimés            | Voix                     | % des exprimés           |
|                                                    |                                                                |                           |                           |                          |                          |
|                                                    | Yaël Braun-Pivet* Ensemble                                     | 14 483                    | 36,59                     | 23 336                   | 64,62                    |
|                                                    | Sophie Thévenet Nouvelle Union populaire écologique et sociale | 9 322                     | 23,55                     | 12 779                   | 35,38                    |
|                                                    | Alexandra Dublanche Les Républicains                           | 7 086                     | 17,90                     |                          |                          |
|                                                    | Mathilde Androuët Rassemblement national                       | 3 079                     | 7,78                      |                          |                          |
|                                                    | Maxence Bringuier Reconquête                                   | 2 201                     | 5,56                      |                          |                          |
|                                                    | Amélie Therond Keraudren Union des démocrates et indépendants  | 1 350                     | 3,41                      |                          |                          |
|                                                    | Jean-Luc Dené Parti animaliste                                 | 932                       | 2,35                      |                          |                          |
|                                                    | Katia Voisin Droite souverainiste                              | 508                       | 1,28                      |                          |                          |
|                                                    | Diane Lagrange République souveraine                           | 328                       | 0,83                      |                          |                          |
|                                                    | Alain Lépicier Lutte ouvrière                                  | 296                       | 0,75                      |                          |                          |
| * Députée sortante                                 |                                                                |                           |                           |                          |                          |

### Élections de 2024
|                                                    |                                                       |                           |                           |                            |                            |
|                                                    |                                                       | Premier tour 30 juin 2024 | Premier tour 30 juin 2024 | Second tour 7 juillet 2024 | Second tour 7 juillet 2024 |
|                                                    |                                                       |                           |                           |                            |                            |
|                                                    |                                                       | Nombre                    | % des inscrits            | Nombre                     | % des inscrits             |
| Inscrits                                           | Inscrits                                              | 76 766                    | 100                       | 76 785                     | 100                        |
| Abstentions                                        | Abstentions                                           | 22 131                    | 28,83                     | 24 020                     | 31,28                      |
| Votants                                            | Votants                                               | 54 635                    | 71,17                     | 52 765                     | 68,72                      |
|                                                    |                                                       |                           | % des votants             |                            | % des votants              |
| Bulletins blancs                                   | Bulletins blancs                                      | 949                       | 1,74                      | 812                        | 1,54                       |
| Bulletins nuls                                     | Bulletins nuls                                        | 236                       | 0,43                      | 226                        | 0,43                       |
| Suffrages exprimés                                 | Suffrages exprimés                                    | 53 450                    | 97,83                     | 51 727                     | 98,03                      |
|                                                    |                                                       |                           |                           |                            |                            |
| Candidat Étiquette politique (partis et alliances) | Candidat Étiquette politique (partis et alliances)    | Voix                      | % des exprimés            | Voix                       | % des exprimés             |
|                                                    |                                                       |                           |                           |                            |                            |
|                                                    | Yaël Braun-Pivet* Ensemble pour la République         | 22 874                    | 42,80                     | 25 400                     | 49,10                      |
|                                                    | Yassine Benyettou La France insoumise (NFP)           | 14 600                    | 27,32                     | 14 564                     | 28,16                      |
|                                                    | Jacques Myard Rassemblement national-Les Républicains | 12 241                    | 22,90                     | 11 763                     | 22,74                      |
|                                                    | Emilienne Guille Reconquête                           | 1 826                     | 3,42                      |                            |                            |
|                                                    | Nathalie Lepage Le Rassemblement                      | 942                       | 1,76                      |                            |                            |
|                                                    | Alain Lépicier Lutte ouvrière                         | 454                       | 0,85                      |                            |                            |
|                                                    | Ingrid Larose Le Centre                               | 430                       | 0,80                      |                            |                            |
|                                                    | Sérilo Looky Tous cœurs de France                     | 83                        | 0,16                      |                            |                            |
| * Députée sortante                                 |                                                       |                           |                           |                            |                            |